# イクレペルチン
イクレペルチン（英: Iclepertin）は、ベーリンガーインゲルハイムが開発中の統合失調症の認知機能障害の改善を目指した治験薬のこと。グリシン再取り込み阻害薬の１つ。開発コードBI 425809と呼ばれていたが、2023年1月16日にイクレペルチンという一般名称が厚生労働省により決定された。

## 概要
イクレペルチンはグリシントランスポーター1阻害薬であり、統合失調症の症状の1つである認知機能障害（CIAS）を改善することを目標として開発が進められている。投与経路は経口剤である。
イクレペルチンは、グリシントランスポーター1を阻害することにより、シナプス間隙のグリシン濃度を増加させる。グリシンは、 NMDA受容体においてグルタミン酸とともに必要なコ・アゴニストとして作用する。先行研究において、NMDA受容体の機能低下は、統合失調症の陰性症状において重要な役割を果たしている可能性が示唆されており、シナプス間隙におけるグリシン濃度の増加を介した、グルタミン酸作動性神経系の調節は、NMDA受容体の機能を強化し、統合失調症の陰性症状（認知機能障害）を改善するのに役立つ可能性が期待されている。

## 歴史
- 2018年
  - 4月25日:第2相臨床試験(1346.9試験)開始[4]。
- 2020年
  - 1月29日:第2相臨床試験終了。
  - 9月14日:ベーリンガーインゲルハイムはイクレペルチン（BI 425809）が第2相試験において、主要評価項目を達成したと発表した[5]。
- 2021年
  - 3月:第2相臨床試験結果が「ランセット・サイカイアトリー」に掲載[6]。
  - 5月24日:FDAに「画期的治療薬（ブレークスルーセラピー）」に選定される[7]。
  - 10月19日:国際共同第3相臨床試験で、日本における患者登録を開始[2][8]。
- 2022年
  - 6月10日:長期投与試験（第3相臨床試験、CONNEX-X試験）開始[9]。第3相臨床試験を26週間投与を完了した、統合失調症による認知機能障害を有する患者(第3相試験の実薬群、プラセボ群)を対象に、オープンラベル化し、単群で追加の安全性データを取得することを目的にしている[9]。
- 2023年
  - 1月16日:厚生労働省により一般名称が「イクレペルチン」に定められた[1]。
- 2024年
  - 10月31日:厚生労働省の薬事審議会医薬品第一部会で「イクレペルチン」の先駆的医薬品指定が了承された[10][11]。
  - 11月27日：厚生労働省医薬局医薬品審査管理課は、「イクレペルチン」を先駆的医薬品に指定したと都道府県に通知した[10][12]。先駆的医薬品に指定されることにより、総審査期間を通常の半分の6ヵ月を目指す優先審査などの優遇を受けることができるようになる[13]。
- 2025年
  - 1月16日:ベーリンガーインゲルハイムはイクレペルチンが国際共同臨床第3相（P3）試験プログラム（CONNEX臨床試験プログラム）の結果を総合的に判断し、主要評価項目と副次的評価項目を達成できなかったと公表した[14]。試験には日本、アメリカ、ドイツ、中国など41カ国、1840人の患者が参加していた[14]。
  - 3月28日：厚生労働省医薬局医薬品審査管理課は、イクレペルチンの先駆的医薬品の指定取り消しに関する通達を都道府県宛てに発出した[15]。

## 臨床試験

### 第2相臨床試験
1346.9試験として11ヵ国(81施設)で実施された。治験参加者は統合失調症の18歳～50歳の外来患者509人。イクレペルチン（BI 425809）2～25 mgの用量の12週間投与した際の有効性と安全性の評価された。主要評価項目がMATRICS Consensus Cognitive Battery（MCCB）で評価され、10mg群と25mg群で主要評価項目を達成し、効果量は10mg群「0.34」、25㎎群「0.3」であった。

#### 第2相臨床試験 サブグループ解析
PANSS合計スコアと脳波測定によるミスマッチ陰性電位（MMN）発生異常の相関を評価。統計的に有意な結果ではなかったが、両者には正の相関がみられた。

### 第3相臨床試験
CONNEX試験プログラム(国際共同第3相臨床試験）が行われている。CONNEX試験プログラムは統合失調症患者を対象にグリシントランスポーター1阻害薬であるイクレペルチン（BI 425809）を26週間投与した際の有効性と安全性を評価する3つの第3相臨床試験から構成され、成人の統合失調症患者の認知機能の改善を評価することを主な目的としている。2025年1月16日、ベーリンガーインゲルハイムが主要評価項目、副次評価項目とも未達であったと公表。